# Allophylus torrei
Allophylus torrei är en kinesträdsväxtart som beskrevs av Exell & Mendonca. Allophylus torrei ingår i släktet Allophylus och familjen kinesträdsväxter. Inga underarter finns listade i Catalogue of Life.